# Divertiamoci stanotte
Divertiamoci stanotte (On the Riviera) è un film del 1951 diretto da Walter Lang.

## Riconoscimenti
Danny Kaye ha vinto il Golden Globe per il miglior attore in un film commedia o musicale nel 1952 per questo film.

## Produzione
Il film fu prodotto dalla Twentieth Century Fox.

## Distribuzione
Distribuito negli Stati Uniti dalla Twentieth Century Fox, il film uscì in Svezia il 16 maggio 1951. Negli Stati Uniti, venne presentato in prima a New York il 23 maggio 1951.